# Комаров, Фёдор Иванович (комдив)
Фёдор Ива́нович Комаро́в (1 января 1901 года, Вилькомирский уезд, Ковенская губерния — 20 сентября 1954 года, Краснодар) — советский военный деятель, полковник (1941 год).

## Начальная биография
Фёдор Иванович Комаров родился 1 января 1901 года в Вилькомирском уезде Ковенской губернии.
В 1917 году переехал в Сибирь и затем проживал на территории, занятой войсками под командованием А. В. Колчака.

## Военная служба

### Гражданская войны
12 июня 1920 года призван в ряды РККА и направлен в 1-й запасной полк, дислоцированный в Красноярске, а в августе переведён в 9-й Сибирский стрелковый полк (5-я армия).

### Межвоенное время
В октябре 1921 года направлен на учёбу в 236-ю Красноярскую пехотную школу, в декабре 1922 года переведён в 9-ю Иркутскую пехотную школу, а в октябре 1924 года — в 11-ю Нижегородскую пехотную школу, после окончания которой в августе 1925 года назначен на должность командира взвода в составе 10-го стрелкового полка (4-я стрелковая дивизия, Западный военный округ), дислоцированного в Бобруйске.
В ноябре 1926 года направлен на учёбу на Ленинградские военно-политические курсы, после окончания которых в августе 1927 года вернулся в 4-ю стрелковую дивизию, где служил на помощником командира роты по политической части и командиром роты 10-го стрелкового полка, с декабря 1931 года — начальником штаба учебного батальона 12-го стрелкового полка, а с февраля 1932 года — помощником начальника 1-й (оперативной) части штаба дивизии.
В мае 1934 года Комаров направлен на учёбу в Военную академию имени М. В. Фрунзе, после окончания которой в сентябре 1937 года назначен на должность начальника 1-й части штаба 12-й стрелковой дивизии (ОКДВА), дислоцированной в Благовещенске, 12 июня 1938 года — на должность начальника штаба 65-й стрелковой дивизии (Уральский военный округ) в Тюмени, и в том же году — на должность начальника штаба 128-й мотострелковой дивизии, дислоцированной в Свердловске, которая в 1939 году была передислоцирована на Северо-Западный фронт, после чего приняла участие в боевых действиях на петрозаводском направлении в ходе советско-финской войны. В апреле 1940 года дивизия была передислоцирована в Вологду, а в июне участвовала в присоединении Прибалтики, после чего была включена в состав Прибалтийского военного округа с дислокацией в районе Риги и Гульбене, где была преобразована в 128-ю стрелковую дивизию. В марте 1941 года была передислоцирована в район Калвария, Алитус, Симно.

### Великая Отечественная война
С началом войны находился на прежней должности.
128-я стрелковая дивизия вела оборонительные боевые действия на рубеже Кальвария — Капчиамиестис, в ходе которых понесла тяжёлые боевые потери, а командир дивизии А. С. Зотов попал в плен, а подполковник Ф. И. Комаров во главе остатков дивизии отступал через Ковно по направлению на Двинск. 27 июля назначен командиром этой же дивизии, которая вела оборонительные боевые действия на реке Великая южнее Пскова и затем на холмском направлении. Вскоре управление дивизии было выведено на переформирование в район западнее Новгорода, а личный состав направлен на пополнение 21-го механизированного корпуса. После окончания восстановления дивизия под командованием Ф. И. Комарова в составе 48-й армии вела оборонительные действия в районе Новгорода, а затем отступала на север. 16 августа в районе Чудово полковник Комаров был ранен, после чего лечился в госпитале.
По выздоровлении 25 декабря 1941 года назначен на должность командира 131-й стрелковой дивизии, формировавшейся в Кирове, однако в марте 1942 года отстранён от занимаемой должности с зачислением в распоряжение Главного управления кадров НКО и в апреле назначен на должность заместителя начальника штаба 2-й резервной армии, которая после переименования в августе в 1-ю гвардейскую армию принимала участие в боевых действиях в Сталинградской битве северо-западнее Сталинграда. С 5 сентября Комаров вновь лечился в госпитале по ранению.
По выздоровлении в январе 1943 года назначен на должность начальника Телавского пехотного училища, а в июле направлен на Воронежский фронт, где 20 июля назначен на должность начальника штаба 52-го стрелкового корпуса, который принимал участие в боевых действиях в ходе Курской битвы, Белгородско-Харьковской наступательной операции и битвы за Днепр. 11 сентября был тяжело ранен и по выздоровлении в феврале 1944 года назначен начальником штаба 11-го стрелкового корпуса, который вскоре принимал участие в ходе Проскуровско-Черновицкой, Львовско-Сандомирской, Восточно-Карпатской, Карпатско-Дуклинской, Карпатско-Ужгородской и Западно-Карпатской наступательных операций.
28 февраля 1945 года назначен на должность начальника штаба 242-й горнострелковой дивизии, которая вскоре принимала участие в ходе Братиславско-Брновской, Моравско-Остравской и Пражской наступательных операциях.

### Послевоенная карьера
В августе 1945 года назначен на должность начальника штаба 3-го горнострелкового корпуса (Прикарпатский военный округ).
Полковник Фёдор Иванович Комаров 30 августа 1946 года вышел в запас. Умер 20 сентября 1954 года в Краснодаре.

## Награды
- Орден Ленина (06.11.1945);
- Три ордена Красного Знамени (02.07.1941, 08.05.1944, 03.11.1945);
- Орден Кутузова 2 степени (29.06.1945);
- Орден Отечественной войны I степени (06.11.1944);
- Медали.